# Pavel Knihař
Pavel Knihař (9. ledna 1931 Třešť – 2. května 2018 Francie) byl český příslušník Francouzské cizinecké legie.

## Životopis
Od roku 1946 studoval Vyšší průmyslovou školu chemickou v Praze. V březnu 1948 založil ilegální skupinu „Svaz svobodných studentů“ a vydával protikomunistický časopis „Svobodný hlas“. V červnu 1948 byl za tuto činnost zatčen a vyslýchán STB. Po prezidentské amnestii v červnu 1948 překročil v srpnu 1948 ilegálně státní hranice do Bavorska.
Po emigraci vstoupil do Francouzské cizinecké legie. Od dubna 1949 do dubna 1953 se účastnil Indočínské války, v níž bojoval proti vietnamským komunistům. Dne 3. října 1951 byl zraněn při přepadení mostu ve Việt Trì. Po zotavení se účastnil bojů v deltě Rudé řeky Tonkinském zálivu a také na severu Tonkinu. Během jedné vojenské akce zachránil život budoucímu brigádnímu generálu Robertu Bassetovi. Dne 16. července 1955 obdržel vojenskou medaili za mimořádné válečné služby na Dálném východě. Byl oceněn také třemi válečnými kříži.
Od roku 1956 do roku 1962 byl nasazen ve válce v Alžírsku. V dubnu 1959 se účastnil zajetí československé lodi Lidice, která pašovala zbraně pro alžírské povstalce. V roce 1978 na vlastní žádost odešel z Cizinecké legie do výslužby a byl jmenován rytířem Řádu čestné legie. V roce 1984 byl povýšen do funkce velitele praporu. V roce 2003 byl jmenován důstojníkem Řádu čestné legie a v roce 2009 komandérem Řádu čestné legie. Žil nedaleko města Marseille.

## Ocenění
V roce 2010 mu byla udělena Cena Václava Bendy.